# Приз традиций
Приз традиций — ежегодный международный фестиваль, проводимый Евразийским Фондом Культуры. Цель — развитие хореографии, расширения творческих контактов с деятелями мирового балета, педагогами и балетмейстерами.
Учредители фестиваля — Министерство культуры Казахстана, «Русский балет» Ю.Григоровича, ассоциация «Казахстан — Австралия»
Лауреатом первого фестиваля стала известная балерина Галина Уланова.
В 2000 году в рамках фестиваля была представлена первая казахская рок-опера-балет «Такыр».